# Modelowanie molekularne
Modelowanie molekularne – zbiór technik obliczeniowych, które służą do modelowania i przewidywania właściwości cząsteczek lub układów ponadcząsteczkowych.
Modelowanie molekularne nierozłącznie jest związane z komputerami, których moc obliczeniowa decyduje o dokładności wykonywanych symulacji rozmaitych zjawisk na poziomie pojedynczych cząsteczek. W układach o dużej złożoności stosuje się uproszczone założenia lub wychodzi się z pewnych założeń początkowych, wynikających z wcześniejszych danych eksperymentalnych. Ośrodki naukowe zaangażowane w modelowanie molekularne posiadają własne centra komputerowe lub korzystają z czasu, jaki jest im przydzielony na superkomputerach należących do innych.
Modelowanie molekularne znajduje m.in. zastosowanie w nanotechnologii, do projektowania leków, poznawania struktur biologicznych, których sekwencja jest znana a budowa i funkcja jeszcze nie, w badaniach materiałowych i w wielu innych miejscach.
Istnieją również projekty związane z modelowaniem molekularnym, które wykorzystują moce spontanicznie tworzonych przez wolontariuszy sieci obliczeń rozproszonych, np. projekt Rosetta@home, zajmujący się między innymi poszukiwaniem nowych leków przeciwnowotworowych czy Folding@home, w podobnych celach symulujący zwijanie białek.
Molekularne modelowanie jest rutynowo stosowane do poznawania struktury dynamiki i termodynamiki rozmaitych związków chemicznych. W biologii molekularnej przy użyciu modelowania molekularnego badano zwijanie białka, katalizę enzymów, stabilność białek, cząsteczkowe rozróżnianie powierzchni białek i DNA. Intensywnie rozwijane są kierunki poszukiwań metod i materiałów nanotechnologicznych.

## Programy używane w MM
GPL-podobne
- BALLView
- Ghemical
- ArgusLab

open source
- MMTK
- PSI3

komercyjne
- Gaussian
- HyperChem
- PCMODEL
- Cerius2
- InsightII

- Molsoft ICM
- PyMOL
- VMD
- GROMOS
- Sirius
- NOCH

- Sybyl
- MOE
- Agile Molecule
- SPARTAN
- Millsian